# 媒介特异性
媒介特异性（英語：medium specificity）是美学和艺术批评的一个考虑因素。它与現代主義联系最紧密，但其出现早于現代主義。

## 概述
克莱门特·格林伯格帮助了该术语的推广，根据他的说法，媒介特异性这一概念认为，一种艺术形式的“唯一而恰当的能力范围”与艺术家运用那些媒介之“性质所独有的”特性的能力相对应。例如，绘画中应当强调平坦和抽象，而不是幻觉和具象。
媒介特异性的含义可以认为是“艺术品由原材料的特征品质构成”。其中可能包括用于处理材料的技术。“媒介特异性基于艺术媒介独特的物质性。”早在1776年，戈特霍尔德·埃弗拉伊姆·莱辛就提出：“要想取得成功，艺术品必须坚持其自身媒介的特定风格属性。”
如今，该术语既用于描述艺术实践，也是分析艺术品的一种方式。例如，评论南希·凱薩琳·海爾斯谈到了“针对媒介的分析”。如批评家Marshall Soules所讨论的那样，媒介特异性和媒介特异性分析在互联网艺术等新媒體艺术形式的出现中起着重要作用。媒介特异性表明，如果一件艺术品实现了其媒介包含的用于使之成为艺术品的承诺，就可以说是成功的。但是，关于一种媒介最适合做什么仍然存在很多争论。
后现代时期的艺术对话倾向于摆脱媒介特异性，不视之为重要原则。